# Кратер
Кратер је кружна издубљена структура на површини планета, сателита или малих тела. Највећи део њих настаје током судара са другим небеским телима, а мањи број је настао вулканском активношћу.
Кратери добијају име од грчке речи која значи „калеж“, плитку округлу посуду. Димензије кратера могу варирати од оних микронских величина које називамо микрократери до оних стотине километара у пречнику. Већи удари формирају велике ударне кратере.
Током удара, кинетичка енергија ударног тела се трансформише на његово загревање, загревање главног тела, и сабијање, уситњавање и избацивање материјала главног тела. При мањим ударима већина енергије оде на загревање, сабијање и уситњавање материјала. Такви удари су у тзв. енергијском режиму и стварају просте и правилно издубљене кратере. При већим ударима, већина кинетичке енергије ударног тела се утроши на удубљивање и избацивање материјала. Кратери који настају, и који су у тзв. гравитационом режиму, имају често сложеније структуре као што су централна испупчења, терасе, зарављена дна. Режим удара зависи од масе главног тела и за Земљу енергијски режим ствара кратере пречника до 2 километра.
Удари метеорида су један од важних фактора еволуције површине планета, њихових сателита и малих тела Сунчевог система. Иако је Земља још геолошки веома жива планета па тектонским и геоморфолошким стално моделира своју површину, до сада је откривено више од 170 кратера свемирског порекла. Неки од кратера су налазишта руда која су тамо доспела директно из свемира, настала при високом притиску ових удара или седиментацијом у језерима која су кратере испуњавала милионима година.